# FC Wacker Innsbruck

Klubbens logotyp.

FC Wacker Innsbruck var en fotbollsklubb i Innsbruck i Österrike, grundad 1915 och upplöst 1999.

## Historia
Efter klubbens grundande 1915 dröjde det till 1964 innan man för första gången nådde högsta divisionen i Österrike. Första stora titeln blev segern i österrikiska cupen 1969/70 och klubben blev österrikiska ligamästare för första gången säsongen 1970/71. Inför den nästföljande säsongen inledde klubben ett samarbete med SV Wattens och bildade ett representationslag som kallades SpG Swarovski Wattens-Wacker Innsbruck (SSW Innsbruck). Klubbarnas respektive juniorverksamhet påverkades inte.
SSW Innsbruck blev österrikiska mästare fyra gånger (1971/72, 1972/73, 1974/75 och 1976/77) och österrikiska cupmästare fyra gånger (1972/73, 1974/75, 1977/78 och 1978/79). Internationellt var den främsta meriten en kvartsfinal i Europacupen 1977/78.
1986 upplöstes SSW Innsbruck av de två ingående klubbarna och licensen att spela i österrikiska Bundesliga övertogs av den nya klubben Swarovski Tirol. Wacker Innsbruck fick nöja sig med spel i de lägre divisionerna, där man dock avancerade så att man 1991/92 var uppe på nivå 4. Efter den säsongen upplöstes Swarovski Tirol och platsen i Bundesliga och Uefacupen gick till Wacker Innsbruck.
Klubben vann österrikiska cupen för sjätte gången 1992/93, men det blev bara en säsong i Bundesliga innan ytterligare en klubb bildades, Tirol Innsbruck. Denna tog över licensen att spela i Bundesliga och Wacker Innsbruck fick börja om från botten igen. Efter några ytterligare säsonger i de lägre divisionerna upplöstes klubben till slut 1999.
Efter det att Tirol Innsbruck gick i konkurs 2002 bildades i stället Wacker Tirol, som 2007 bytte namn till Wacker Innsbruck. Denna klubb har dock inget att göra med det ursprungliga Wacker Innsbruck.

## Meriter
- Österrikisk ligamästare (5): 1970/71, 1971/72[a], 1972/73[a], 1974/75[a], 1976/77[a]
- Österrikisk cupmästare (6): 1969/70, 1972/73[a], 1974/75[a], 1977/78[a], 1978/79[a], 1992/93

1. 1 2 3 4 5 6 7 8  Som SSW Innsbruck

## Kända spelare
- Miran Burgic
- Friedl Koncilia
- Johann Eigenstiller
- Bruno Pezzey
- Johann Ettmayer
- Peter Koncilia
- Hansi Müller
- Kurt Jara